# Горюнов, Сергей Кондратьевич
Сергей Кондратьевич Горюнов (7 октября 1899, Ушаковка, Симбирская губерния — 2 октября 1967, Киев) — советский военачальник, генерал-полковник авиации (1944), Герой Советского Союза.

## Биография
Сергей Кондратьевич Горюнов родился в селе Ушаковка Атяшевской волости Ардатовского уезда, Симбирская губерния, в семье многодетного крестьянина. Ныне село находится в Атяшевском районе, Мордовия. Русский. В 1918 году окончил учительскую семинарию в Казани.
В мае 1918 года С. К. Горюнов добровольно вступил в РККА, в 1919 году окончил Казанские пехотные курсы. Участник Гражданской войны. С мая по декабрь 1918 года С. К. Горюнов — красноармеец военной комендатуры Казани, с мая по сентябрь 1919 года — начальник инструкторской школы 5-й армии, командир роты 237-го полка на Восточном фронте, воевал с белогвардейцами адмирала Колчака. Был ранен в сентябре 1919 года, находился на излечении по октябрь 1919 года. С марта 1920 года член ВКП(б). С апреля по август 1922 года — командир батальона 308-го стрелкового полка, воевал с войсками барона Унгерна и различными бандами на территории Монголии.

### Между войнами
В 1924 году С. К. Горюнов окончил Борисоглебскую военную авиационную школу лётчиков, до 1930 года был в ней лётчиком-инструктором. В 1927 году окончил Серпуховскую высшую школу воздушного боя, стрельбы и бомбометания, в 1932 году — Военно-воздушную академию им. Жуковского. Служил командиром эскадрильи в авиации Балтийского флота. В 1937 году С. К. Горюнов назначен командиром 5-й тяжёлой авиационной бригады, командуя которой в августе 1938 года участвовал в боях у озера Хасан. В 1939 году окончил КУКС при Академии Генштаба.
С ноября 1939 по март 1940 года С. К. Горюнов командует ВВС 7-й армии, участвует в советско-финской войне, с марта 1940 года — командующий ВВС Калининского военного округа, с июля 1940 года — начальник Управления кадров ВВС РККА, с 1941 года — командующий ВВС Харьковского военного округа (ХВО).

### Великая Отечественная война
С началом Великой Отечественной войны на базе управления ХВО была сформирована 18-я армия, в которой С. К. Горюнов назначен на ту же должность. В октябре 1941 года 18-я армия оказалась в окружении. А. И. Покрышкин вспоминал о встрече с генералом Горюновым: 

…Увидел среди разбросанных ящиков группу военных с авиационными петлицами на гимнастёрках. Они жгли на костре штабные документы… Увидев полного, небольшого роста генерал-майора, я представился и обратился к нему:
— Товарищ генерал, меня к вам направил командующий армией.
— Докладывай! Что тебя беспокоит? — спросил он, глядя на меня усталыми глазами.
Я рассказал ему о разведке, о моих мытарствах с подбитым самолётом и спросил его совета о дальнейшей судьбе «мига».
— Знаешь, что я посоветую тебе, старший лейтенант, сожги самолёт. И если удастся отсюда выбраться, то благодари судьбу.
— Понятно! Только жалко самолёт. Его можно отремонтировать и снова воевать.

— Отбрось все колебания. Прорываться будем ночью и он будет мешать движению. Отобьёшься от колонны и из окружения не выйдешь.— Покрышкин А. И. Познать себя в бою.
После выхода из окружения С. К. Горюнов на той же должности. С ноября 1941 года — командующий ВВС Северо-Кавказского военного округа, с 19 мая 1942 года — командующий ВВС Северо-Кавказского фронта (одновременно член Военного совета фронта и заместитель командующего по авиации). 6 июня 1942 года ВВС фронта были преобразованы в 5-ю воздушную армию, командующим которой был назначен С. К. Горюнов. П. Ф. Пляченко вспоминал о нём: 

Он был невысок, полноват, но быстр в движениях. Лицо крупное, взгляд строгий, внимательный. Улыбался Сергей Кондратьевич очень редко. Всегда был предельно сосредоточен, спокоен. В разговорах не употреблял лишних слов и не терпел болтливых людей. Зато любил лётчиков, которые вели себя смело и решительно, рисковали ради победы. Ценил он и смелых, инициативных штабных работников.— Пляченко П. Ф. Дан приказ.
 5-я воздушная армия под командованием С. К. Горюнова участвовала в Битве за Кавказ, Воздушных сражениях на Кубани, Курской битве, Белгородско-Харьковской операции, Битве за Днепр, Кировоградской операции, Корсунь-Шевченковской операции, Уманско-Ботошанской операции, Ясско-Кишинёвской операции, Дебреценской операции, Будапештской операции, Венской операции, Банска-Быстрицкой операции и Пражской операции.
За время войны Горюнов был 37 раз упомянут в благодарственных в приказах Верховного Главнокомандующего.

### После войны
После войны С. К. Горюнов продолжал командовать 5-й воздушной армией, с мая 1946 года командовал 17-й воздушной армией Киевского военного округа (КОВО), с апреля 1949 года — 57-й воздушной армией Прикарпатского военного округа. В 1951 окончил Высшие академические курсы при Академии Генштаба, с августа 1951 года командовал 69-й воздушной армией КОВО, с октября 1956 года — в отставке.
Жил в Киеве. Умер Сергей Кондратьевич в 1967 году, похоронен в Киеве на Берковецком кладбище.

## Звания
- комбриг (19.02.1938)
- генерал-майор авиации (4.06.1940)
- генерал-лейтенант авиации (28.05.1943)
- генерал-полковник авиации (25.03.1944)

## Награды
- медаль «Золотая Звезда» № 7292 Героя Советского Союза (28.04.1945)
- два ордена Ленина (21.02.1945; 28.04.1945)[7]
- пять орденов Красного Знамени (22.02.1938; 07.04.1940; 27.08.1943; 03.11.1944; 24.06.1948)[7]
- орден Суворова I степени (13.09.1944)
- орден Суворова II степени (08.09.1943)
- орден Кутузова I степени (22.02.1944)
- медаль «За оборону Севастополя»
- медаль «За оборону Кавказа»
- медаль «За взятие Будапешта»
- медаль «За взятие Вены»
- медаль «За освобождение Праги»
- медаль «За победу над Германией в Великой Отечественной войне 1941—1945 гг.»
- медаль «20 лет Победы в Великой Отечественной войне 1941—1945 гг.»
- медаль «XX лет Рабоче-Крестьянской Красной Армии»
- медаль «30 лет Советской Армии и Флота»
- медаль «40 лет Вооружённых Сил СССР»

Иностранные награды:
- орден Заслуг I класса (ВНР)
- орден Заслуг III класса (ВНР)
- орден Заслуг V класса (ВНР)